# Yokohama Cosmo World
Yokohama Cosmo World (jap. よこはまコスモワールド Yokohama Kosumo Wārudo) – miejski park rozrywki otwarty w 1990 roku w Minato Mirai w Jokohamie, obsługiwany przez firmę Senyo Kogyo.
Wstęp do parku jest bezpłatny, ale aby korzystać z atrakcji, należy zakupić indywidualny bilet lub karnet dzienny.

## Historia
Cosmo World był pierwotnie jednym z miejsc wystawowych o nazwie „Cosmo World Kodomo no Kuni” (Republika Dziecięca Cosmo World), które działało razem z gigantycznym diabelskim młynem Cosmo Clock 21 podczas Yokohama Exotic Showcase '89 (YES'89) w 1989 roku. Decyzja o utrzymaniu diabelskiego młyna po zakończeniu wystawy zaowocowała pozostawieniem lunaparku Cosmo World.
Po paru latach, ze względu na znaczny rozwój obszaru Minato Mirai, zdecydowano, że Cosmo Clock 21 zostanie przeniesiony na przeciwległy brzeg, wraz z rozbudową lunaparku Cosmo World w tym samym miejscu. Lunapark został zamknięty w 1997 roku z powodu prac związanych z przeniesieniem diabelskiego młyna. W 1998 roku park został tymczasowo otwarty z poszczególnymi obiektami rozrywkowymi. Całkowite ponowne otwarcie nastąpiło 18 marca 1999 roku, wraz z Cosmo Clock 21, po zakończeniu prac związanych z jego przeniesieniem i montażem.

### Niektóre produkcje, w których pojawił się lunapark
- Ashita, Mama ga Inai
- Godzilla kontra Mothra
- Hana yori dango 2
- L.DK
- Tylko jedna miłość

## Kolejki górskie
W 2025 roku w parku znajdowały się 3 kolejki górskie:
| # | Nazwa                  | Producent   | Data otwarcia | Typ                               | Wysokość [m] | Prędkość [km/h] | Źródło |
| - | ---------------------- | ----------- | ------------- | --------------------------------- | ------------ | --------------- | ------ |
| 1 | Spinning Coaster       | Reverchon   | 28 marca 1998 | stalowy rodzinny spinning coaster | 13           | 46,8            | [ 7 ]  |
| 2 | Diving Coaster: Vanish | Senyo Kogyo | 18 marca 1999 | stalowa                           | 35,1         | 100             | [ 8 ]  |
| 3 | Family Banana Coaster  | Senyo Kogyo | 2007          | stalowa rodzinna                  | 5,2          | ?               | [ 9 ]  |